# Ruben Spartas Mukasa
 (septembre 2022).
L'évêque Christophe de Nilopolis (nom séculier Ruben Spartas Mukasa, né Reuben Mukasa Mugimba Sobanja ; 1899 - 4 juin 1982) est un réformateur religieux, évêque orthodoxe et anticolonialiste du début du XXe siècle en Ouganda.

## Biographie

### Lutte anticoloniale
Il fait partie des King's African Rifles de l'armée britannique, mais en vient à penser qu'il faut mettre fin à la domination coloniale en Afrique et que cela doit être obtenu par un rajeunissement religieux avec des églises chrétiennes indépendantes,.
Mukasa crée l'Association progressiste africaine, l'Armée chrétienne pour le salut de l'Afrique.
Il choisit de rejoindre l'une branche de l'Église orthodoxe africaine en Ouganda pour mener son combat,.

### Église orthodoxe
Cela se produit plus tard en 1932 lorsque Mukasa est ordonné prêtre par un évêque sous Marcus Garvey,.Cependant, Mukasa apprend plus tard que l'Église orthodoxe africaine n'est pas unie à l'Église orthodoxe éthiopienne et à l'Église copte. Mukasa se sépare donc de son Église et se rend à Alexandrie où il est ordonné par le patriarche Christophe II.
Le patriarche Christophe II d'Alexandrie est le patriarche d'Alexandrie plaçant ainsi Mukasa dans la communion de l'Église orthodoxe, une tradition religieuse différente de celle des Églises des trois conciles dont font partie les Églises copte et éthiopienne. En 1972, il devient évêque de Nilopolis dans la juridiction du patriarcat d'Alexandrie,.
Il cherche, en tant qu'évêque à acculturer l'Église orthodoxe à la culture Ougandaise, pour parvenir à faire de son Église, une Église vivante qui ne dépende pas exclusivement de la diaspora grecque en Afrique.
Ruben Christopher meurt en 1982.